# Léonard de Chio
Léonard de Chio est un ecclésiastique grec de confession catholique qui naquit à Chios (ou Chio) à une date inconnue et mourut soit à Chios, soit en Italie en 1482.

## Biographie
De parents modestes, il entra dans l'Ordre dominicain de Chios. Il partit ensuite pour Gênes puis Padoue et enfin pour Pérouse dans le but de suivre des études philosophiques et théologiques. Le 1er juillet 1444, il fut fait archevêque latin de Mytilène et de Lesbos par le pape Eugène IV. Il intervint plus tard quand l'empereur byzantin Constantin XI envoya une ambassade au pape dans l'objectif de rendre effective l'Union des Deux Églises signée quelques années plus tôt au Concile de Florence. Cette Union était une condition posée par le pape à l'envoi d'une aide contre les Ottomans qui menaçaient la survie même de l'Empire byzantin. Le pape décida alors d'envoyer Léonard et le cardinal Isidore de Kiev à Constantinople pour célébrer l'Union. Après quelques tergiversations marquées par l'opposition vigoureuse d'une part substantielle du clergé byzantin à l'Union, celle-ci fut rendue effective lors d'une célébration au sein de la basilique Sainte-Sophie le 12 décembre 1452. Toutefois, elle intervint trop tard et l'aide occidentale ne vint jamais au secours de Constantinople à l'exception de quelques centaines d'hommes venus d'horizons divers. Parmi ces hommes figuraient 200 archers crétois qui vinrent à Constantinople en même temps que Léonard. Léonard resta à Constantinople durant la durée du siège jusqu'à la chute de la ville aux mains des Ottomans le 29 mai 1453. Léonard comme Isidore parvint à échapper à la mort et revint à Chios. Il écrivit alors un compte-rendu du siège de la ville à l'attention du pape Nicolas V (Historia captae a Turcis Constantinopolis, Nuremberg, 1544 ; P.G., CLIX, 923 sq). Ce texte reste aujourd'hui l'une des sources les plus utilisées pour l'étude de la chute de Constantinople bien qu'il se montre particulièrement dur envers les Byzantins.
Il resta au sein de son diocèse jusqu'en 1456, date de la prise de Lesbos par les Ottomans. Il fut alors capturé par ces derniers qui le relâchèrent l'année suivante. Il écrivit alors un nouveau texte décrivant le sac de Lesbos à destination du pape (Leonardi Chiensis de Lesbo a Turcis capta epistola Pio Papae II missa, éditions Hopf, Konigsberg, 1866). En plus des deux textes mentionnés, il écrivit aussi un traité apologétique en réponse à l'humaniste Poggio Bracciolini.